# Józef Łodyński
Józef Łodyński (ur. 19 października 1919 w Łodzi, zm. 6 lutego 1984 tamże) – polski aktor.
Dyplom PWST w Warszawie uzyskał w 1951 r. Przez większą część swojego zawodowego życia związany z Teatrem Stefana Jaracza w Łodzi. W latach 1964–1981 zagrał w kilku spektaklach Teatru Telewizji.
Grób aktora znajduje się na cmentarzu parafii św. Józefa Oblubieńca NMP przy ul. Mierzejowej 1 Łódź – Ruda (sektor C1, rz. 16, gr. 4).

## Kariera zawodowa
- Teatr Nowy w Łodzi 1950–1954
- Teatr im. Wojciecha Bogusławskiego w Kaliszu 1954–1957
- Teatr im. Stefana Jaracza w Łodzi 1957–1981

## Wybrana filmografia
- Gazda z Diabelnej (serial telewizyjny) (1979) – mieszkaniec miasteczka
- Lalka (serial telewizyjny) (1977) – służący w sklepie Wokulskiego
- Honor dziecka (1976) – strażak
- Kazimierz Wielki (1975) – ksiądz Ambroży, wysłannik biskupa Grota na miejsce budowy kanału
- Dzieje grzechu (1975)
- Hubal (1973) – członek oddziału „Hubala”
- Chłopi (1972) – wędrowny handlarz żydowski
- Kopernik (1972) – błazen kardynała D’Este (odc. 1)
- Ballada o ścinaniu drzewa (1972) – Malawka
- Jak rozpętałem drugą wojnę światową (serial telewizyjny) (1969) – palacz na jugosłowiańskim statku
- Stawka większa niż życie (serial telewizyjny) (1967) – Wasiak, agent gestapo
- Pieczone gołąbki (1966) – Józef Balcerzak, przewodniczący Rady Zakładowej
- Don Gabriel (1966) – jako uczestnik narady w sprawie ortografii
- Piekło i niebo (1966) – jako konduktor w autobusie
- Kapitan Sowa na tropie (1965) – jako pomocnik Nalepy (odc. 3)
- Gdzie jest generał (1963) – żołnierz z plutonu Panasiuka
- Rodzina Milcarków (1962) – Kaniok
- Ogniomistrz Kaleń (1961) – Matula.
- Pociąg (1959) – milicjant po cywilnemu
- Orzeł (1958) – mat Baczek
- Baza ludzi umarłych (1958) – mechanik
- Trzy starty – Gienek